# Denis Wiehe

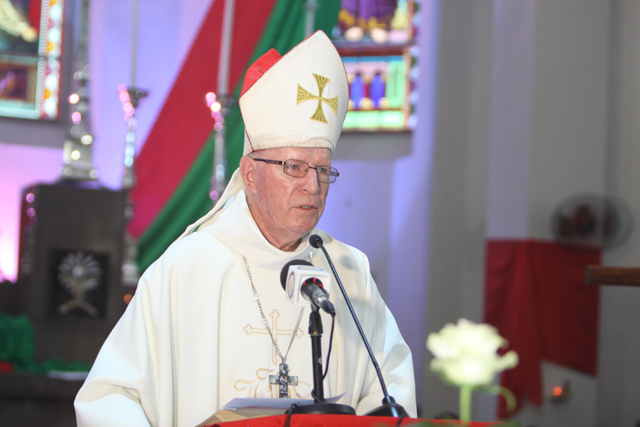
Denis Wiehe

Denis Wiehe CSSp (* 21. Mai 1940 in Curepipe) ist ein mauritisch-seychellischer Ordensgeistlicher und emeritierter römisch-katholischer Bischof von Port Victoria auf den Seychellen.

## Leben
Denis Wiehe trat der Ordensgemeinschaft der Spiritaner bei und empfing am 17. August 1969 die Priesterweihe.
Papst Johannes Paul II. ernannte ihn am 24. April 2001 zum Koadjutorbischof von Port Victoria. Der Bischof von Port Victoria, Xavier-Marie Baronnet SJ, spendete ihm am 15. August desselben Jahres die Bischofsweihe; Mitkonsekratoren waren Maurice Piat CSSp, Bischof von Port-Louis, Michel Malo IdP, Erzbischof von Antsiranana, und Gilbert Guillaume Marie-Jean Aubry, Bischof von Saint-Denis-de-La Réunion.
Mit der Emeritierung Xavier-Marie Baronnets folgte er ihm am 1. Juni 2002 als Bischof von Port Victoria nach.
Papst Franziskus nahm am 10. September 2020 seinen altersbedingten Rücktritt an.